# Mítsos Dimitríou
Pour les articles homonymes, voir Dimitríou.
Mítsos Dimitríou (en grec moderne : Μήτσος Δημητρίου), de son nom complet Dimítrios Dimitríou (Δημήτρης Δημητρίου), est un footballeur grec né le 19 janvier 1948 à Spáta et mort le 18 avril 2002. Il évoluait au poste de défenseur.

## Biographie

### En club
Mítsos Dimitríou est joueur du Panathinaïkos entre 1967 et 1979,,,.
Avec le Panathinaïkos, il est Champion de Grèce à quatre reprises en 1969, 1970, 1972 et en 1977. Il remporte également deux Coupes de Grèce en 1969 et en 1977,.
Mítsos Dimitríou dispute la Coupe des clubs champions avec le club à de nombreuses reprises mais ne joue aucun match lors de la campagne 1970-1971. Le Panathinaïkos perd la finale contre l'Ajax Amsterdam sur le score de 0-2,.
Il dispute la double rencontre de la Coupe intercontinentale 1971 disputée contre le Club Nacional. Le club grec ne remporte pas cette compétition : si au match aller, il réalise un match nul 1-1, au match retour, il perd sur le score de 1-2 en Uruguay.
Mítsos Dimitríou raccroche les crampons en 1979,.
Au total, en compétitions européennes, il dispute six matchs de Coupe des clubs champions, deux matchs en Coupe des vainqueurs de coupe et sept matchs de Coupe des villes de foire/Coupe UEFA. Il joue également deux rencontres en Coupe intercontinentale

### En équipe nationale
International grec, il reçoit 12 sélections pour aucun but marqué en équipe de Grèce entre 1969 et 1975,.
Il joue son premier match en équipe nationale le 16 novembre 1969 contre la Roumanie (match nul 1-1 à Bucarest) dans le cadre des qualifications pour la Coupe du monde 1970.
Mítsos Dimitríou dispute également trois matchs de qualification pour la Coupe du monde 1974.
Il joue une rencontre des éliminatoires de l'Euro 1976 le 13 octobre 1974 contre la Bulgarie (match nul 3-3 à Sofia).
Son dernier match a lieu le 23 février 1975 contre Malte (défaite 0-2 à Gżira) dans ces mêmes éliminatoires.

## Palmarès
Panathinaïkos
| - Championnat de Grèce (4) : - Champion : 1968-69, 1969-70, 1971-72 et 1976-77. - Vice-champion : 1973-74. - Coupe de Grèce (2) : - Vainqueur : 1968-69 et 1976-77. - Finaliste : 1971-72 et 1974-75. |